# Piger i trøjen 2
Piger i trøjen 2 er en dansk komediefilm fra 1976 instrueret og skrevet af Finn Henriksen (i samarbejde med Peer Guldbrandsen om manuskriptet). Filmen er ikke uventet en direkte fortsættelse af Piger i trøjen. Filmen Piger til Søs er lavet af det samme af skuespillerinder og skuespillere. Fælles for de tre film er de tre veninder Vibsen, Magda Gammelgaard og Irmgard Martinsen.
Genre
De tre film "Piger i trøjen" (1975), "Piger i trøjen 2" (1976) og "Piger til søs" (1977) udgør en trilogi om kvinder i forsvaret, som minder om Soldaterkammerater-serien (1958-1968).

## Medvirkende
- Berrit Kvorning
- Klaus Pagh
- Dirch Passer
- Karl Stegger
- Helle Merete Sørensen
- Ulla Jessen
- Birger Jensen
- Søren Strømberg
- Finn Nielsen
- Lotte Tarp
- Lise Schrøder
- Olaf Ussing
- John Larsen
- Jan Hertz
- Lilli Holmer
- Marianne Tønsberg